# Kai Hyakuhachi Reijō

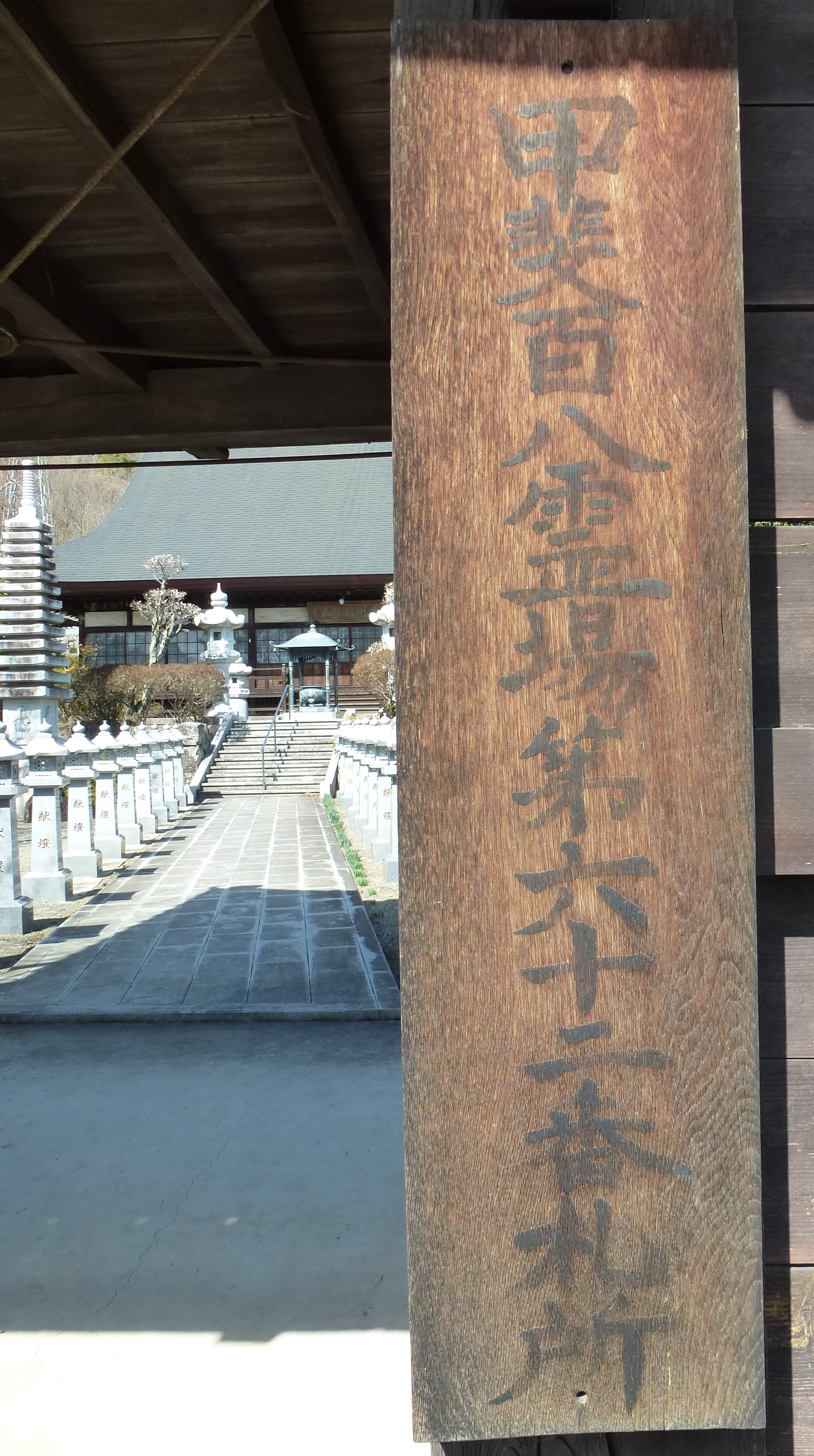
Inscription : « 62e des 108 lieux spirituels de Kai »

Les Kai Hyakuhachi Reijō (甲斐百八霊場), « 108 lieux spirituels de Kai ») constituent un ensemble de temples bouddhiques et sanctuaire shintō situés autour de la ville de Kōfu dans l'ancienne province de Kai, actuelle préfecture de Yamanashi.
Créée en 1980 par la chaîne de télévision TV Yamanashi, la liste comprend des temples de la préfecture ayant une longue histoire ou possédant une grande signification, comme les cinq temples Kōfu Gozan (de). Cependant ce sont 109 temples qui sont sélectionnés, raison pour laquelle deux temples portent le numéro 50.

## Liste
1. Kai Zenkō-ji (善光寺)
2. Kōfuku-ji (光福寺)
3. Daizōkyō-ji (大蔵経寺)
4. Eishō-in (永昌院)
5. Dōun-ji (洞雲寺)
6. Fumon-ji (普門寺)
7. Kichijō-ji (吉祥寺)
8. Hōkō-ji (放光寺)
9. Erin-ji (恵林寺)
10. Jiun-ji (慈雲寺)
11. Umpō-ji (雲峰寺)
12. Kōgaku-ji (向嶽寺)
13. Unkō-ji (雲光寺)
14. Seihaku-ji (清白寺)
15. Risshū-ji (立正寺)
16. Mampuku-ji (万福寺)
17. Sankō-ji (三光寺)
18. Daizen-ji (大善寺)
19. Keitoku-in (景徳院)
20. Seiun-ji (棲雲寺)
21. Hōfuku-ji (保福寺)
22. Kasei-ji (花井寺)
23. Fukusen-ji (福泉寺)
24. Shinzō-ji (真蔵院)
25. Chōshō-ji (長生寺)
26. Kōkyō-ji (広教寺)
27. Hōkyō-ji (宝鏡寺)
28. Saihō-ji (西方寺)
29. Gekkō-ji (月江寺)
30. Sainen-ji (西念寺)
31. Jōten-ji (承天寺)
32. Myōhō-ji (妙法寺)
33. Jōzai-ji (常在寺)
34. Shōgan-ji (称願寺)
35. Kōgon-ji (広厳院)
36. Chōgan-ji (超願寺)
37. Kokubun-ji (国分寺)
38. Jigen-ji (慈眼寺)
39. Onmyō-ji (遠妙寺)
40. Fukkōon-ji (福光園寺)
41. Kōsai-ji (広済寺)
42. Jōrin-ji (定林寺)
43. Yuka-ji (瑜伽寺)
44. Shōō-ji (聖応寺)
45. Kōshō-in (向昌院)
46. Ryūge-in (龍華院)
47. Ankoku-ji (安国寺)
48. Enraku-ji (円楽寺)
49. Daifuku-ji (大福寺)
50. Eigen-ji (永源寺) et 
Kansei-in (歓盛院)
51. Onkō-ji (遠光寺)
52. Senshō-in (千松院)
53. Ichiren-ji (一蓮寺)
54. Shinryū-ji (信立寺)
55. Sontai-ji (尊躰寺)
56. Tōkō-ji (東光寺)
57. Nōjō-ji (能成寺)
58. Chōzen-ji (長禅寺)
59. Daisen-ji (Kōfu) (大泉寺)
60. Ekō-in (円光院)
61. Sekisui-ji (積翠寺)
62. Hōsen-ji (法泉寺)
63. Entaku-ji (塩澤寺)
64. Rakan-ji (羅漢寺)
65. Tentaku-ji (天澤寺)
66. Jishō-ji (慈照寺)
67. Kōshō-ji (光照寺)
68. Mampuku-ji (満福寺)
69. Chōsen-ji (長泉寺)
70. Shōkaku-ji (正覚寺)
71. Kaigan-ji (海岸寺)
72. Seikō-ji (清光寺)
73. Seitai-ji (清泰寺)
74. Kōryū-ji (高竜寺)
75. Jissō-ji (実相寺)
76. Jōkō-ji (常光寺)
77. Ganjō-ji (願成寺)
78. Daikō-ji (大公寺)
79. Honshō-ji (本照寺)
80. Chōkoku-ji (長谷寺)
81. Denshi-in (伝嗣院)
82. Myōryō-ji (妙了寺)
83. Myōō-ji (明王寺)
84. Nanmei-ji (南明寺)
85. Shinkō-in (深向院)
86. Kochōzen-ji (古長禅寺)
87. Jōon-ji (長遠寺)
88. Hōzen-ji (法善寺)
89. Shōfuku-ji (昌福寺)
90. Saishō-ji (最勝寺)
91. Myōhō-ji (妙法寺)
92. Renge-ji (蓮華寺)
93. Eitai-ji (永泰寺)
94. Kōshō-ji (光勝寺)
95. Yakuō-ji (薬王寺)
96. Hōju-in (宝寿院)
97. Jikan-ji (慈観寺)
98. Hōgai-in (方外院)
99. Eiju-an (永寿庵)
100. Daishō-ji (大聖寺)
101. Jōtaku-ji (上澤寺)
102. Nanshō-in (南松院)
103. Ryūun-ji (龍雲寺)
104. Honnon-ji (本遠寺)
105. Enzō-in (円蔵院)
106. Naisen-ji (内船寺)
107. Saion-ji (最恩寺)
108. Kuon-ji (久遠寺)

## Source de la traduction
- (de) Cet article est partiellement ou en totalité issu de l’article de Wikipédia en allemand intitulé « Kai Hyakuhachi Reijō » (voir la liste des auteurs).